# Buckhead (Georgia)
Buckhead es un pueblo ubicado en el condado de Morgan en el estado estadounidense de Georgia. En el censo de 2000, su población era de 205.

## Demografía
En el 2000 la renta per cápita promedia del hogar era de $35,208, y el ingreso promedio para una familia era de $36,458. El ingreso per cápita para la localidad era de $13,253. Los hombres tenían un ingreso per cápita de $30,179 contra $19,432 para las mujeres.

## Geografía
Buckhead se encuentra ubicado en las coordenadas 33°34′5″N 83°21′45″O / 33.56806, -83.36250 (33.801726, -85.183506).
Según la Oficina del Censo, la localidad tiene un área total de 2,1 km² (0,8 mi²), de la cual 2,1 km² (0,8 mi²) es tierra y 0 km² (0 mi²) (0.0%) es agua.